# Robert Supeł
Robert Supeł (ur. 31 maja 1966) – polski inżynier, menadżer kultury i muzealnik. Były wicedyrektor Muzeum Historii Żydów Polskich Polin, w latach 2018–2021 dyrektor Muzeum Józefa Piłsudskiego w Sulejówku. Od 2023 wicedyrektor Narodowego Muzeum Techniki w Warszawie.

## Życiorys
Jest absolwentem Wydziału Mechaniki Precyzyjnej Politechniki Warszawskiej oraz Studium Menadżerów Kultury Szkoły Głównej Handlowej. Po ukończeniu studiów rozpoczął pracę w firmie Pro-test, polskim przedstawicielstwie Word Perfect Corporation. W 1993 rozpoczął pracę w agencji prasowej Reuters, w której pracował przez 14 lat. W ostatnim okresie pracy w agencji pełnił funkcję dyrektora generalnego w Polsce, na Słowacji i w Czechach. W 2007 został powołany na stanowisko wicedyrektora ds. finansowych i organizacyjnych Muzeum Historii Żydów Polskich Polin, a od 2010 pełnił funkcję dyrektora wykonawczego ds. wystawy głównej w Muzeum Polin z ramienia Stowarzyszenia Żydowski Instytut Historyczny w Polsce. Z Muzeum Polin związany był do 2014. W tym samym roku dołączył do zespołu Muzeum Józefa Piłsudskiego w Sulejówku, gdzie objął stanowisko pełnomocnika dyrektora ds. ekspozycji stałej. W kwietniu 2018 awansował na stanowisko wicedyrektora tego Muzeum. W lipcu 2018 został powołany przez ministra kultury i dziedzictwa narodowego prof. Piotra Glińskiego na 3-letnią kadencję dyrektora Muzeum Józefa Piłsudskiego w Sulejówku, po Krzysztofie Jaraczewskim, który nie ubiegał się o kolejną kadencję dyrektorską. Z końcem lipca 2021 zakończył pracę na tym stanowisku. Za kadencji Supła nastąpiło otwarcie nowoczesnego gmachu muzeum wraz z wystawą stałą. Od września 2021 pracuje w Galerii Narodowej w Pradze na stanowisku dyrektora Departamentu Operacji i Inwestycji. W maju 2023 rozpoczął pracę w Narodowym Muzeum Techniki w Warszawie na stanowisku wicedyrektora.

## Odznaczenia
- Odznaka honorowa „Zasłużony dla Kultury Polskiej” (2014)[12]